# مانويل سيرا
مانويل فرنسيسكو سيرا (بالبرتغالية:  Manuel Francisco Serra‏) (و.6 نوفمبر 1935 بالبرتغال - 5 أغسطس 1994)؛ هو لاعب كرة قدم برتغالي في مركز الدفاع. شارك مع منتخب البرتغال لكرة القدم. أما مع النوادي، فقد لعب مع نادي بنفيكا.

## روابط خارجية
- مانويل سيرا على موقع قاعدة بيانات كرة القدم.إي يو (الإنجليزية)
- مانويل سيرا على موقع عالم كرة القدم.نت (الإنجليزية)